# Classe ATC C07
La classe ATC C07, dénommée « Agents β-bloquants », est un sous-groupe thérapeutique de la classification anatomique, thérapeutique et chimique, développée par l'OMS pour classer les médicaments et autres produits médicaux. La classe ATC vétérinaire correspondante dans la classification ATCvet est QC07. Le sous-groupe présenté ici est celui établi par l'OMS, et peut donc différer des versions dérivées utilisées dans certains pays. Il fait partie du groupe anatomique C de la classification, intitulé « Système cardio-vasculaire ».

## C07A Bêtabloquants

### C07AA Bêtabloquants non sélectifs
C07AA01 Alprénolol
C07AA02 Oxprénolol
C07AA03 Pindolol
C07AA05 Propranolol
C07AA06 Timolol
C07AA07 Sotalol
C07AA12 Nadolol
C07AA14 Mépindolol (en)
C07AA15 Cartéolol
C07AA16 Tertatolol (en)
C07AA17 Bopindolol
C07AA19 Bupranolol (en)
C07AA23 Penbutolol (en)
C07AA27 Cloranolol (en)
QC07AA90 Carazolol (en)

### C07AB Bêtabloquants sélectifs
C07AB01 Practolol (en)
C07AB02 Métoprolol
C07AB03 Aténolol
C07AB04 Acébutolol
C07AB05 Bétaxolol
C07AB06 Bévantolol
C07AB07 Bisoprolol
C07AB08 Céliprolol
C07AB09 Esmolol
C07AB10 Épanolol (en)
C07AB11 S-aténolol
C07AB12 Nébivolol
C07AB13 Talinolol (en)
C07AB14 Landiolol

### C07AG Alpha et bêtabloquants
C07AG01 Labétalol
C07AG02 Carvédilol

## C07B Bêtabloquants et thiazidiques

### C07BA Bêtabloquants non sélectifs et thiazidiques
C07BA02 Oxprénolol et thiazidiques
C07BA05 Propranolol et thiazidiques
C07BA06 Timolol et thiazidiques
C07BA07 Sotalol et thiazidiques
C07BA12 Nadolol et thiazidiques
C07BA68 Métipranolol et thiazidiques en association

### C07BB Bêtabloquants sélectifs et thiazidiques
C07BB02 Métoprolol et thiazidiques
C07BB03 Aténolol et thiazidiques
C07BB04 Acébutolol et thiazidiques
C07BB06 Bévantolol et thiazidiques
C07BB07 Bisoprolol et thiazidiques
C07BB12 Nébivolol et thiazidiques
C07BB52 Métoprolol et thiazidiques en association

### C07BG Alpha et bêtabloquants et thiazidiques
C07BG01 Labétalol et thiazidiques

## C07C Bêtabloquants et autres diurétiques

### C07CA Bêtabloquants non sélectifs et autres diurétiques
C07CA02 Oxprénolol et autres diurétiques
C07CA03 Pindolol et autres diurétiques
C07CA17 Bopindolol et autres diurétiques
C07CA23 Penbutolol et autres diurétiques

### C07CB Bêtabloquants sélectifs et autres diurétiques
C07CB02 Métoprolol et autres diurétiques
C07CB03 Aténolol et autres diurétiques
C07CB53 Aténolol et autres diurétiques en association

### C07CG Alpha et bêtabloquants et autres diurétiques
C07CG01 Labétalol et autres diurétiques

## C07D Bêtabloquants, thiazidiques et autres diurétiques

### C07DA Bêtabloquants non sélectifs, thiazidiques et autres diurétiques
C07DA06 Timolol, thiazidiques et autres diurétiques

### C07DB Bêtabloquants sélectifs, thiazidiques et autres diurétiques
C07DB01 Aténolol, thiazidiques et autres diurétiques

## C07E Bêtabloquants et vasodilatateurs

### C07EA Bêtabloquants non sélectifs et vasodilatateurs
Classe vide.

### C07EB Bêtabloquants sélectifs et vasodilatateurs
Classe vide.

## C07F Bêtabloquants, autres associations

### C07FB Bêtabloquants et inhibiteurs du canal de calcium
C07FB02 Métoprolol et autres antihypertenseurs
C07FB03 Aténolol et autres antihypertenseurs
C07FB07 Bisoprolol et autres antihypertenseurs
C07FB12 Nébivolol et autres antihypertenseurs
C07FB13 Métoprolol et amlodipine

### C07FX Bêtabloquants, autres associations
C07FX01 Propranolol et autres associations
C07FX02 Sotalol et acide acétylsalicylique
C07FX03 Métoprolol et acide acétylsalicylique
C07FX04 Bisoprolol et acide acétylsalicylique
C07FX05 Métoprolol et ivabradine
C07FX06 Carvédilol et ivabradine